# 鄭七
鄭七（1760年—1802年9月），原名耀煌，因是鄭連福第七子，故而被稱為鄭七。清朝時期廣東人，華南海盜首領之一，曾被封為越南西山朝總兵。被越南阮朝殺死後，部眾為了爭奪領導權而發生爭執，後來由其從弟鄭一繼領其軍。

## 簡介
其祖先鄭建曾在鄭成功麾下當兵；1661年鄭建經漳州府海澄縣（今漳州市龍海市）來到廣州灣，以漁業為生。鄭建死後，其子孫都成為海盜，曾孫鄭連福、鄭連昌兩人都是新安縣一帶海盜首領。
1788年，鄭七與莫官扶合股，一起歸順投靠為越南西山朝政權效命的陳添保，在越南沿海一帶建立據點。陳添保為他們提供了船隻和武器。在西山朝朝廷的支持下，鄭七、莫官扶、梁文庚、樊文才被封為總兵，在此後每年的陰曆三、四月出洋，洗劫中國清朝轄下的廣東、福建、浙江沿海一帶，直到九、十月返回。
1795年，鄭七與黃大興、陳長發在江坪（在今廣西壯族自治區東興市江平鎮）合夥，自立門戶。鄭七的勢力活躍於廣東、越南海域，其鼎盛時期擁有九股海盜，成為勢力最大的華南海盜。他的部下雄勇善戰，與莫官扶、烏石二（麥有金）、鄭一多次洗劫清朝沿海，甚至攻打官軍據點，成為清朝沿海一帶最大的禍患。
1801年，舊阮君主阮福映進攻西山朝首都富春（今越南順化市），西山朝大敗，皇帝阮光纘逃往北城（今河內市），華南海盜的三位首領莫官扶、梁文庚、樊文才被俘。受此影響，鄭七、烏石二（麥有金）率其屬下部眾被迫離開了越南，回到江坪的巢穴，重新過上打劫過往船隻的生活。在陳添保的力勸之下，鄭七決定回越南向西山朝效忠。翌年鄭七率所部200餘艘船回到北河，覲見阮光纘，獲封為大司馬。同年2月3日，鄭七參加了西山朝圍攻洞海壘（今越南廣平省洞海市）的戰鬥，在日麗海口遭舊阮將領阮文張慘敗。7月20日西山朝滅亡。六周之後，鄭七在江坪的巢穴被阮朝攻破，鄭七被俘，斬首示眾。
鄭七死後，其部眾為了爭奪領導權而發生爭執，後來從弟鄭一繼領其軍。

## 家族
- 曾祖父：鄭衛民
- 祖父：鄭衛昌

- 父：鄭連福
- 母：林秀

- 兄弟：
  - 鄭耀日
  - 鄭耀月
  - 鄭耀星
  - 鄭耀明
  - 鄭耀煌
  - 鄭耀煜

- 子：
  - 鄭保養
  - 鄭維豐（西山朝封之為金玉侯）
- 養子：何送

## 腳註
1. ↑  鄭七在西方史料中以「Cheng Chi」的名字登場。
2. ↑  Pirates of the South China Coast p64
3. ↑  《靖海氛記》上卷